# Amyotrofisk lateral sklerose
|  | For andre betydninger af ALS, se Als (flertydig) |
Amyotrofisk lateral sklerose (forkortet ALS) er en sjælden motorisk nervecellesygdom, som medfører nedbrud af neuroner.. Symptomerne er kraftnedsættelse i arme eller ben og hyperaktive reflekser (amyotrofi) i fingre, arme og ben. Der er også andre symptomer, så diagnosen ALS kan være svær at fastsætte. Nogle patienter oplever ingen ufrivillige sammentrækninger og spasticitet i arme/ben, men får den bulbære form, der viser sig ved synkebesvær, og ved besvær med at tale og tygge. Herefter udvikler sygdommen sig igen i en mere "klassisk" retning. Amyotrofisk lateral sklerose rammer ca. 1-3 af 100.000.[kilde mangler]
Sygdommens karakter varierer ligesom forløbet og overlevelsesraten. Den gennemsnitlige overlevelse er 2-4 år fra sygdommens udbrud; derfor søger nogle patienter assisteret selvmord. Denne overlevelsestid kan forlænges ved brug af respirator. Forbedret appetit, søvn, hæmmet spytproduktion, nedsat angst og depression, samt muskelafspænding er fundet hos nogle ALS-patienter, som bruger cannabinoid medicin i USA.
Der synes at være flere mænd end kvinder, der får sygdommen (1,5:1). Sygdommen er som oftest ikke arvelig. Dog kan mellem 5 og 10 % af alle tilfælde skyldes mutationer i et af flere gener, og sygdommen kan i disse tilfælde nedarves. ALS rammer typisk personer i alderen 50 og derover med større risiko i alderen 60-70 år, men der ses ALS-patienter i 20'erne.
Den kendte baseballspiller Lou Gehrig har i USA lagt navn til sygdommen som den første kendte med diagnosen: I USA er ALS kendt som Lou Gehrig's Disease. En anden kendt med ALS – som levede med den i mange år – var professor Stephen Hawking. Derudover levede animator og marinbiolog Stephen Hillenburg (kendt for at skabe Svampebob Firkant) og forfatter og langturssejler Troels Kløvedal med sygdommen indtil 26. november 2018 og 23. december 2018, hvor de begge døde efter komplikationer med ALS.

## Årsager
I de fleste tilfælde kendes årsagen ikke. Undersøgelser har fundet statistisk overrepræsentation blandt personer, der arbejder på steder, hvor de udsættes for dieselos.

## Behandling
Forskere ved Northwestern's Feinberg School i Chicago nåede i august 2011 et afgørende gennembrud i behandlingen af ALS. Det skete ved påvisningen af, at alle ALS-patienter lider af et nedbrudt system til genbrug af proteiner. Systemet sidder i neuronerne i hjernen og rygraden. THC har vist sig effektiv til at udskyde skader i rygmarven.